# آتی، چاد
آتی (به انگلیسی: Ati) شهری در کشور چاد و مرکز منطقه بطحه است. این شهر در سال ۲۰۰۷ میلادی ۲۵٬۱۶۶ نفر جمعیت داشته‌است.